# Montevago
Montevago est une commune italienne de la province d'Agrigente, dans la région de Sicile.

## Histoire
Lors du séisme de janvier 1968 dans la vallée du Belice, Montevago perd près de 90 citoyens.

## Administration
| Période                                  | Période | Identité            | Étiquette | Qualité |
| ---------------------------------------- | ------- | ------------------- | --------- | ------- |
| 2020                                     | -       | Margherita La Rocca |           |         |
| Les données manquantes sont à compléter. |         |                     |           |         |

### Communes limitrophes
Castelvetrano, Menfi, Partanna, Salaparuta, Santa Margherita di Belice